# 唯々月たすく
唯々月たすく（いいづき たすく）は、日本の男性イラストレーター。大阪府出身。

## 作品リスト

### アダルトゲーム
- 2002年 - 幼馴染（Tinkerbell、原画担当）
- 2003年 - sweetでびる -願いゴト、叶えますぅ-（Tinkerbell、原画担当）
- 2003年 - 保母さんといっしょっ! -双子とできるもん-（Tinkerbell、原画担当）
- 2005年 - Temptation （ソフトサークルパルテノン、原画担当）
- 2005年 - Temptation2 （ソフトサークルパルテノン、原画担当）
- 2009年 - 紫電 〜円環の絆〜（暁WORKS響SIDE、原画担当）
- 2011年 - LOVELY×CATION（暁WORKS響SIDE、原画担当）
- 2011年 - はらハラしちゃう! 〜親にはナイショの子作り性活〜 ―朝霧姉妹編―（アトリエかぐや、原画担当）
- 2011年 - はらハラしちゃう!!〜親にはナイショの子作り性活〜―甘原出雲編―（アトリエかぐや、原画担当）
- 2012年 - 初恋1/1（tone work's、原画"真加辺 碧" "吉沢 愛里"担当）
- 2013年 - LOVELY×CATION2（hibiki works、原画担当）
- 2014年 - 星織ユメミライ（tone work's、原画"雪村 透子"担当）
- 2015年 - 聖騎士Melty☆Lovers（あかべぇそふとすりぃ、原画担当）[2]
- 2017年 - 新妻LOVELY×CATION（hibiki works、原画担当）
- 2018年 - 如月真綾の誘惑（おねえちゃんのゆうわく）（hibiki works、原画担当）[3]
- 2020年 - 水蓮と紫苑（hibiki works、原画担当）[4]

### 携帯ゲーム
- 2010年 - 君と一緒に - ヒロイン、本条真奈美の原画・キャラクターデザインを担当。
- 2011年 - 君と一緒に2 - ヒロイン、一之瀬愛の原画・キャラクターデザインを担当。

### イラスト・挿絵
- 2007年 - マブラヴ オルタネイティヴ トータル・イクリプス（吉宗鋼紀著、本文イラスト）